# Dissosteira
Dissosteira es un género de saltamontes de la familia Acrididae que se encuentra en América del Norte. Tienen alrededor de 2,5 a 4 cm de largo y por lo general son completamente grises, aunque se pueden encontrar en diferentes tonos de marrón. Son relativamente delgados. Las alas son negras con un borde pálido o amarillentas con un borde negro o rosas a rojas con una banda en el centro.

## Especies
Este género contiene las siguientes especies:
- Dissosteira carolina (Linnaeus, 1758)[3]
- Dissosteira longipennis (Thomas, 1872)
- Dissosteira pictipennis (Bruner, 1905)
- Dissosteira spurcata (Saussure, 1884)